# 2742 Gibson
2742 Gibson è un asteroide della fascia principale. Scoperto nel 1981, presenta un'orbita caratterizzata da un semiasse maggiore pari a 2,9098052 au e da un'eccentricità di 0,0631442, inclinata di 3,16007° rispetto all'eclittica.
L'asteroide è dedicato all'astronomo James B. Gibson.